# Differenzengleichung (Differenzenverfahren)
Eine Differenzengleichung ist eine numerisch lösbare rekursive Berechnungsvorschrift für eine diskret definierte Folge von nummerierten Folgeelementen bzw. Stützstellen {\displaystyle y_{k}} im Abstand eines meist konstanten Intervalls {\displaystyle \Delta x} oder bei zeitabhängigen Systemen {\displaystyle \Delta t}.
Differenzengleichungen werden zur numerischen Berechnung in vielen wissenschaftlichen Disziplinen – wie Wirtschaft, Medizin, Technik, Elektrotechnik, Regelungstechnik, Kybernetik, Informatik, Akustik und andere – eingesetzt.
Eine Differenzengleichung steht in enger Beziehung zu einer Differentialgleichung. Die Differenzengleichung entsteht z. B., wenn der Differenzialquotient einer zu berechnenden Differenzialgleichung durch einen Differenzenquotienten ausgetauscht wird. Durch diesen Vorgang entsteht automatisch das rekursive Verhalten der Differenzengleichung, bei der sich je nach Ordnung {\displaystyle n} jedes aktuelle Folgeelement {\displaystyle y_{k}} sich auf ein oder mehrere zurückliegende Folgeelemente bezieht.

## Grundlagen der Differenzengleichungen
In der numerischen Mathematik werden zur Behandlung und Lösung von meist gewöhnlichen Differenzialgleichungen die kontinuierlichen Funktionswerte in Abhängigkeit von konstanten Intervallen hintereinander berechnet.
Eine Differenzengleichung (auch Rekursionsgleichung genannt) ist eine Gleichung, die anstelle eines Differenzialquotienten einen Differenzenquotienten enthält. Sie ist von n-ter Ordnung, wenn die höchste Ordnung der vorkommenden Differenzen gleich {\displaystyle n} ist.
Die nachfolgende Beschreibung des Artikels bezieht sich auf das Einschrittverfahren zur Lösung von gewöhnlichen Differenzialgleichungen 1. und 2. Ordnung und den Differenzialgleichungen dynamischer Systeme {\displaystyle G(s)} mit den Ein- und Ausgangsfolgen in Abhängigkeit von der Zeit.
Zu den bekanntesten einfachsten Einschrittverfahren bei Differenzengleichungen gehört des explizite Eulerverfahren zur numerischen Lösung von Anfangswertproblemen.
{\displaystyle \to } siehe auch Explizites Euler-Verfahren
{\displaystyle \to } siehe auch Implizites Euler-Verfahren
{\displaystyle \to } siehe auch Lineare Differenzengleichung
- Folgen

Bei einer Differenzengleichung handelt es sich um eine rekursive Folge von nummerierten Elementen, also um eine Aufzählung von Zahlen. Rekursiv bedeutet in der Mathematik: jedes Folgeelement bezieht sich bei einer Differenzengleichung 1. Ordnung auf das zurückliegende Folgeelement.
Eine Differenzengleichungen höherer Ordnung verknüpft die Werte der Ausgangsfolgen an zwei, drei oder mehreren zurückliegenden Zeitpunkten:
{\displaystyle y_{k}=f(x_{k},y_{k-1},y_{k-2},y_{k-3},\dots )}.
Je nach Art der Differenzialgleichung und der zugehörigen Differenzengleichung erhalten die Eingangs- und Ausgangsfolgeglieder der Differenzengleichung für die Nummerierung die Indizierung {\displaystyle k}.
{\displaystyle k=[0,1,2,3,\dotsc ,k_{\text{max}}]}
- Numerische Lösung:

Die numerische Lösung einer Differenzengleichung erfolgt rekursiv über viele Berechnungsfolgen und stellt sich meist als eine tabellarisch geordnete Aufstellung von System-Ausgangsfolgen {\displaystyle y_{k}} (Stützstellen, Knoten) in Abhängigkeit der Bezugsgröße {\displaystyle x_{k}} dar.
Bei dynamischen Systemen besteht die Abhängigkeit der Ausgangsgröße {\displaystyle y_{k}} von der Eingangsfolge {\displaystyle u_{k}} und dem Zeitschritt {\displaystyle h}. Die Eingangsfolge {\displaystyle u_{k}(t_{k})} hat keine rekursive Beziehung zu einem zurückliegenden Folgeglied {\displaystyle u_{k-1}}.
- Schrittweite {\displaystyle \Delta t=h}:

Im Gegensatz zu einem kontinuierlichen Signalverlauf ist bei einem zeitdiskreten Signal die Größe der Signalinformation nur zu bestimmten Zeitpunkten definiert. Die Differenz von 2 benachbarten Zeitpunkten wird als Schrittweite definiert.
Die Anzahl der Folgeglieder {\displaystyle n} ist bei zeitabhängigen Systemen durch den gewünschten Darstellungszeitraum {\displaystyle t_{\text{max}}} und die Genauigkeit der Approximation an die analytische Funktion durch die gewünschte Schrittweite {\displaystyle h} der Folgeglieder bestimmt. Je kleiner {\displaystyle h} ist, umso größer ist die Genauigkeit der Berechnung.
Die Lösung der Differenzengleichung stellt sich als eine tabellarische Folge mit allen relevanten Größen wie die Folge k, zunehmende diskrete Zeit: {\displaystyle k\cdot \Delta t}, Ausgangsfolge {\displaystyle y_{k}}, Eingangsfolge {\displaystyle u_{k}} dar.
Die Tabellengröße (Zeilen) wird bestimmt durch die Anzahl der Folgeglieder. Es gilt die Beziehung:
{\displaystyle {\text{Anzahl der Folgen}}={\frac {t_{\text{max}}}{h}}+1.\qquad } {\displaystyle t_{\text{max}}} ist der Darstellungszeitraum, {\displaystyle h=} Schrittzeit.
- Variablen:

Einfache gewöhnliche Differenzialgleichungen {\displaystyle y'(x)=f(x,y)} haben als abhängige Variable die Größe {\displaystyle y(x)} und als unabhängige Variable die Größe {\displaystyle x}.
Bei Differenzialgleichungen von dynamischen Systemen bzw. gewöhnlichen Differenzialgleichungen mit konstanten Koeffizienten {\displaystyle y'(t)=f(t,u(t),y(t))} werden die physikalischen Größen als Ausgangsvariable {\displaystyle y(t)}, die Eingangsvariable {\displaystyle u(t)} und die unabhängige Variable {\displaystyle t} definiert.
Definitionen der Ein- und Ausgangsfolgen:
- {\displaystyle y_{k}} ist ein nummeriertes Element (Folgeglied) der rekursiven Ausgangsfolge des Systems mit {\displaystyle k=0{\text{ bis }}k=k_{\text{max}}}. Jedes rekursive Folgeglied {\displaystyle y_{k}} einer Differenzengleichung 1. Ordnung bezieht sich auf ein zurückliegendes Folgeglied {\displaystyle y_{k-1}}.
- {\displaystyle u_{k}} ist ein nummeriertes Element der Eingangsfolge des Systems mit {\displaystyle k=0{\text{ bis }}k=k_{\text{max}}}. Die Eingangsfolge ist nicht rekursiv, sie kann z. B. eine normierte Sprungfunktion {\displaystyle u_{k}=1(t_{k})} für alle Eingangsfolgen sein, oder die Ausgangsfolge {\displaystyle y_{k}} eines anderen vorgeschalteten dynamischen Systems oder eine Tabelle sein.
- {\displaystyle y_{k+1}} entspricht dem nächsten beliebig nummerierten Folgeglied {\displaystyle y_{k}} nach einem Rechenschritt {\displaystyle \Delta t=h}.
- {\displaystyle y_{k-1}} entspricht einem zurückliegenden beliebig nummeriertem Folgeglied {\displaystyle y_{k}} vor einem Rechenschritt {\displaystyle \Delta t=h}.

## Einfache Differenzengleichungen mit einer Ausgangsvariablen in Abhängigkeit von der Zeit
Für einfache numerische Berechnungen wie Zinseszins, Bevölkerungswachstum, Flüssigkeit in Behältern entleeren / füllen, liegen keine Differenzialgleichungen vor. Für diese Aufgaben müssen die rekursiven Folgeglieder von einem Anfangswert {\displaystyle y_{0}} ausgehend für die unabhängige Variable {\displaystyle t}, der Anzahl der Folgeglieder {\displaystyle k_{\text{max}}}, der Zeitschrittweite {\displaystyle h}, bestimmt werden. Sie enthält die Wertefolgen einer Variablen {\displaystyle y_{k}} zu steigenden oder fallenden Zeitpunkten. Aus jedem zurückliegenden Folgeglied wird das nächste Folgeglied errechnet.
Dabei wird bei den Folgegliedern unterschieden:
- Bei der arithmetischen Folge wächst oder fällt jedes Folgeglied um einen festen Betrag. (Beispiel: Sparschwein)
- Bei der exponentiellen Folge wächst oder fällt jedes Folgeglied um einen relativen Anteil. (Beispiel: Zinseszins)

| {\displaystyle y_{k+1}=y_{k}\pm C\cdot y_{k}\cdot h=(1\pm C\cdot h)\cdot y_{k}} |
| ------------------------------------------------------------------------------- |

Für einen derartigen Typ Differenzengleichung lässt sich der Wert einer beliebigen Folge {\displaystyle k} direkt algebraisch aus dem Anfangswert {\displaystyle y_{0}} berechnen.
Die zugehörige Gleichung als Folge mit dem Verlauf einer Exponentialfunktion mit {\displaystyle k} im Exponenten lautet:
| {\displaystyle y_{k}=(1\pm C\cdot h)^{k}\cdot y_{0}} |
| ---------------------------------------------------- |

Dabei ist {\displaystyle C} eine Konstante und {\displaystyle h} die Schrittweite.
Sie entspricht auch der Formel zur Berechnung von Zinseszins:
Kapital {\displaystyle K=\left(1+{\frac {p}{100}}\cdot 1\,{\text{Jahr}}\right)^{n\,{\text{Jahre}}}\cdot K_{0}}
Der Wachstumsfaktor für eine steigende Funktion einer Folge lautet:
{\displaystyle q={\frac {K_{k+1}}{K_{k}}}=\left(1+{\frac {p}{100}}\right)}

### Beispiel einer Differenzengleichung zur numerischen Berechnung des Bevölkerungswachstums

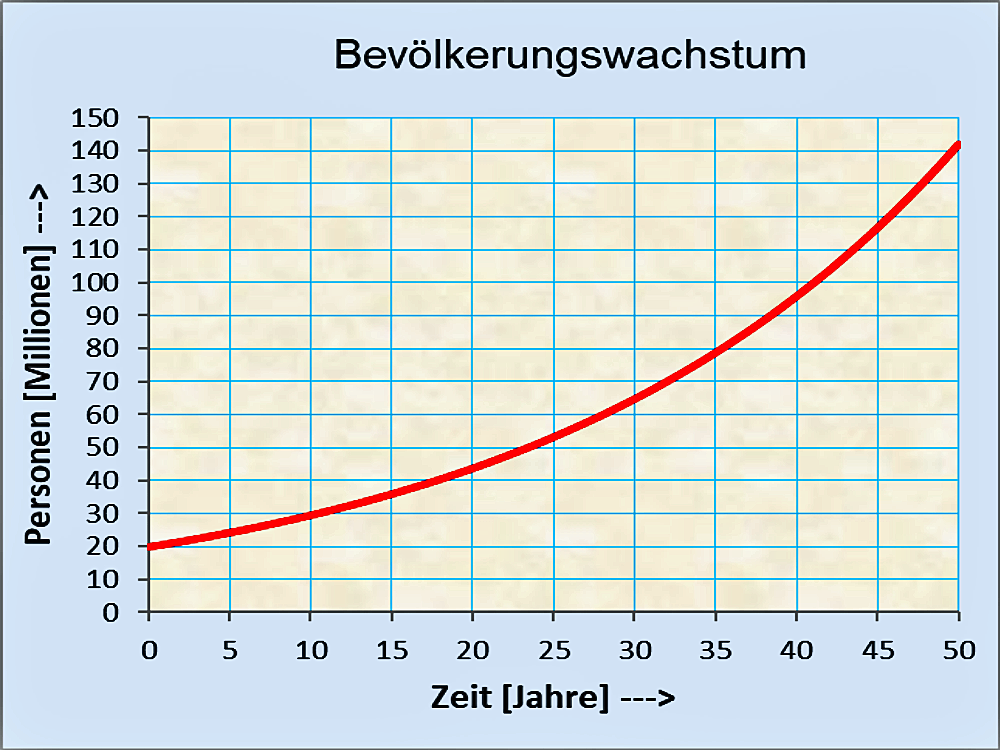
Beispiel des Wachstums der Bevölkerung für 50 Jahre in Abhängigkeit von der Geburten- und Sterberate

| Gegeben: - Stand der Bevölkerung eines Staates zu Beginn: {\displaystyle B_{0}=20} Millionen - Konstantes Bevölkerungswachstum (Geburtenrate - Sterberate): {\displaystyle G=4\,\%} pro Jahr - Die Schrittweite beträgt {\displaystyle h=1} Jahr - Anfangswert: {\displaystyle B_{0}=20} Millionen am Anfang des ersten Jahres Gesucht: - Aufstellung der Differenzengleichung, - Entwicklung der Bevölkerungszahl {\displaystyle B_{50}} nach 50 Jahren Differenzengleichung: {\displaystyle B_{k+1}=B_{k}+B_{k}\cdot a\cdot h=B_{k}+B_{k}\cdot {\frac {0{,}04}{1\,{\text{Jahr}}}}\cdot 1\,{\text{Jahr}}=B_{k}\cdot 1{,}04} {\displaystyle 1{,}04} ist hier der Wachstumsfaktor pro Folgeglied. Entwicklung der Folgeglieder durch Differenzengleichungen oder durch Exponentialdarstellung: \| k \| Jahr \| Bevölkerung {\displaystyle B_{k+1}=B_{k}+B_{k}\cdot 0{,}04} in Millionen {\displaystyle =B_{k}\cdot (1+G/100)} \| \| ----------------------- \| ----------------------- \| -------------------------------------------------------------------------------------------------------------- \| \| 0 \| 0 \| {\displaystyle B_{0}=20} \| \| 1 \| 1 \| {\displaystyle B_{1}=20+20\cdot 0{,}04=20{,}8} \| \| 2 \| 2 \| {\displaystyle B_{2}=20{,}8+20{,}8\cdot 0{,}04=21{,}632} \| \| 3 \| 3 \| {\displaystyle B_{3}=21{,}632+21{,}632\cdot 0{,}04=22{,}49728} \| \| {\displaystyle \vdots } \| {\displaystyle \vdots } \| {\displaystyle \vdots } \| \| 50 \| 50 \| {\displaystyle B_{50}=20\cdot 1{,}04^{50}=142{,}1336669} \| Für diese Differenzengleichung kann für jede Folge auch die exponentielle Form benutzt werden: {\displaystyle B_{k}=B_{0}\cdot (1+G/100)^{k}} Die Ergebnisse der Folgegleichungen ergeben Stützstellen mit exponentiellem Wachstum. |                         | |
| k | Jahr                    | Bevölkerung {\displaystyle B_{k+1}=B_{k}+B_{k}\cdot 0{,}04} in Millionen {\displaystyle =B_{k}\cdot (1+G/100)} |
| 0 | 0                       | {\displaystyle B_{0}=20}                                                                                       |
| 1 | 1                       | {\displaystyle B_{1}=20+20\cdot 0{,}04=20{,}8}                                                                 |
| 2 | 2                       | {\displaystyle B_{2}=20{,}8+20{,}8\cdot 0{,}04=21{,}632}                                                       |
| 3 | 3                       | {\displaystyle B_{3}=21{,}632+21{,}632\cdot 0{,}04=22{,}49728}                                                 |
| {\displaystyle \vdots } | {\displaystyle \vdots } | {\displaystyle \vdots }                                                                                        |
| 50 | 50                      | {\displaystyle B_{50}=20\cdot 1{,}04^{50}=142{,}1336669}                                                       |

Anmerkung: Ein wie mit dieser linearen Differenzengleichung berechnetes ungebremstes Wachstum wird es in der Praxis nicht geben, weil andere Einflüsse wie etwa Nahrungsmittelknappheit dagegen wirken.

## Differenzenverfahren für die Bildung von Differenzengleichungen über Differenzenquotienten
Gewöhnliche lineare Differenzialgleichungen, die z. B. ein dynamisches System 1. Ordnung wie:
{\displaystyle a_{1}\cdot y'(t)+a_{0}\cdot y(t)=b_{0}\cdot u(t)}
beschreiben, können nach dem Differenzenverfahren relativ einfach in eine Differenzengleichung überführt werden. Dies geschieht dadurch, dass die Differenzialquotienten der Differenzialgleichung direkt durch die verschiedenen Formen der Differenzenquotienten ausgetauscht werden. Damit entsteht automatisch die rekursive Differenzengleichung.
Der Vorwärts-Differenzenquotient einer Differenzengleichung mit der Schrittweite {\displaystyle h} lautet:
{\displaystyle y'(t)={\frac {dy}{dt}}\approx {\frac {\Delta y}{\Delta t}}={\frac {y_{k+1}-y_{k}}{h}}}
Für differenzierende Systeme bezieht sich der Differenzenquotient auf das Eingangssignal {\displaystyle u_{k}}:
{\displaystyle u'(t)={\frac {du}{dt}}\approx {\frac {\Delta u}{\Delta t}}={\frac {u_{(k+1)}-u_{(k)}}{h}}}
Rückwärts-Differenzenquotient einer Differenzengleichung:
{\displaystyle y'(t)={\frac {dy}{dt}}\approx {\frac {\Delta y}{\Delta t}}={\frac {y_{k}-y_{k-1}}{h}}}
Für differenzierende Systeme bezieht sich der Differenzenquotient auf das Eingangssignal {\displaystyle u_{k}}.
{\displaystyle u'(t)={\frac {du}{dt}}\approx {\frac {\Delta u}{\Delta t}}={\frac {u_{k}-u_{(k-1)}}{h}}}
Zentraler Differenzenquotient einer Differenzengleichung:
{\displaystyle y'(t)={\frac {du}{dt}}\approx {\frac {\Delta y}{\Delta t}}={\frac {y_{k+1}-y_{k-1}}{2\cdot {h}}}}
Wird der zentrale Differenzenquotient in eine Differenzialgleichung eingesetzt, handelt es sich nicht um einen arithmetischen Mittelwert zweier Verfahren. Die hohe Genauigkeit der Annäherung an eine analytische Funktion steigt nicht mit fallendem Wert von {\displaystyle h}, sondern mit dem Quadrat des fallenden Wertes von {\displaystyle h}.

## Anfangswertproblem
Die Lösung einer gewöhnlichen Differenzialgleichung 1. Ordnung ergibt in der Regel eine allgemeine Lösung in Form einer Funktionenschar mit unendlich vielen Lösungen mit ähnlichem Verhalten. Die Lösung eines Anfangswertproblems ist die Lösung der Differentialgleichung unter zusätzlicher Berücksichtigung eines Anfangswertes. Kennt man den Anfangszustand der Differenzialgleichung mit dem Anfangswert {\displaystyle y(x_{0})=y_{0}} der unabhängigen Variablen für {\displaystyle x=0}, ergibt sich die spezielle Lösung der Differenzialgleichung.
Bei gewöhnlichen Differenzialgleichungen kann durch Integration die Stammfunktion mit der Integrationskonstante C gebildet werden. Stammfunktion und Integrationskonstante müssen für eine exakte Lösung errechnet werden. Andere Methoden zur Lösung des Anfangswertproblems beschreiben eine Funktionenschar multiplikativ mit dem Scharparameter C.
- In vielen Anwendungsfällen findet sich keine geschlossene Lösung der Differenzialgleichung, man ist daher auf numerische Verfahren angewiesen.
- Der Anfangswert {\displaystyle y_{0}} für {\displaystyle x=0} wird für die Lösung des Anfangswertproblems immer vorgegeben.

Als historisch einfachstes Verfahren zur Herleitung der Differenzengleichungen wird meistens das explizite Euler-Streckenzugverfahren genannt.
Wird die Ableitung einer gewöhnlichen Differenzialgleichung {\displaystyle y'(x)=f(x,y)} durch den Vorwärts-Differenzenquotienten ersetzt,
{\displaystyle y'(x)=\lim _{x\to 0}{\frac {\Delta y}{\Delta x}}\approx {\frac {y(x+h)-y(x)}{(x+h)-x}}:={\frac {y_{k+1}-y_{k}}{h}}}
entsteht die explizite Differenzengleichung {\displaystyle {\frac {y_{k+1}-y_{k}}{h}}=f(x_{k},y_{k})}.
Allgemeine Form der Differenzengleichung 1. O. nach dem Vorwärts-Differenzenquotienten (entspricht: „Euler-Vorwärts“):
{\displaystyle y_{k+1}=y_{k}+f(x_{k},y_{k})\cdot h}
Je kleiner die Schrittweite {\displaystyle h} ist, umso geringer sind die Integrationsfehler.
Andere Verfahren z. B. das Trapezverfahren von Heun oder das Runge-Kutta-Verfahren ermöglichen eine größere Schrittweite bei gleicher Genauigkeit.

### Berechnungsbeispiel für das numerische Lösen einer linearen Differenzialgleichung 1. Ordnung
Differenzialgleichung: {\displaystyle y'(x)=y(x)+e^{x}} ergibt nach der Integration:
Analytische Lösung vorgegeben: {\displaystyle y(x)=(x+y_{0})\cdot e^{x}}.
Anfangswert {\displaystyle y_{0}=5} gewählt.
Als Schrittweite wird: {\displaystyle h=0{,}05} gewählt.

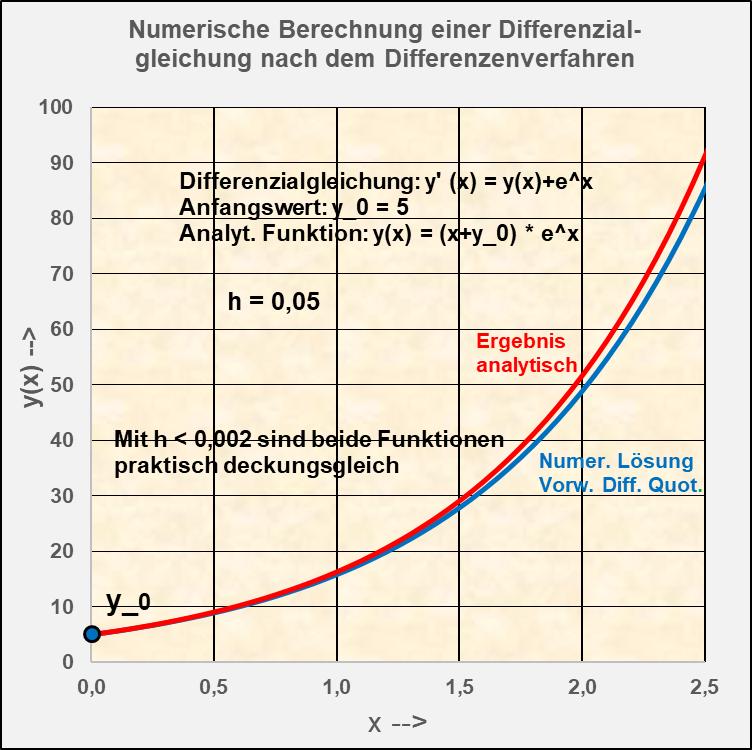
Lösung einer gewöhnlichen Differenzialgleichung 1. O. mit Anfangswert nach dem Differenzenverfahren

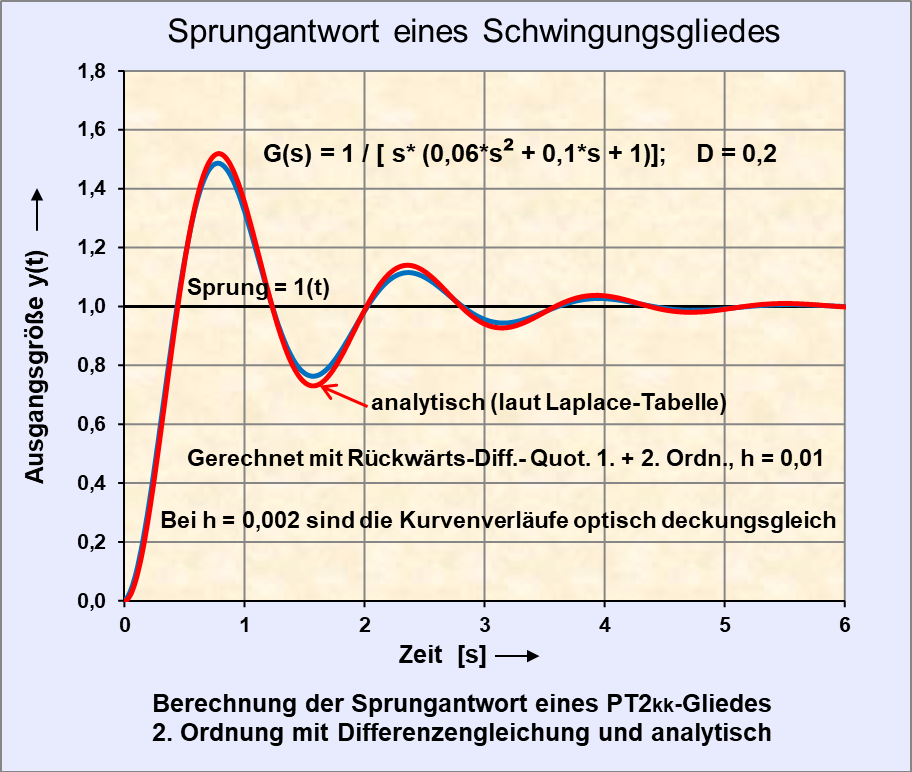
Sprungantwort eines PT2-Schwingungsgliedes. Δt = 0,01 s.

Gesucht: Differenzengleichung mit Vorwärts-Differenzenquotient, Entwicklung der Folgeglieder.
Entwicklung: Differenzengleichung durch Austausch Differentialquotient gegen Differenzenquotient:
{\displaystyle {\frac {y_{k+1}-y_{k}}{h}}=y_{k}+e^{x_{k}}}
Differenzengleichung:
{\displaystyle y_{k+1}=y_{k}+(y_{k}+e^{x_{k}})\cdot h}
Gerechnet wurde mit der Tabellenkalkulation mit 15-Dezimalstellen-Genauigkeit,
für {\displaystyle n=50{\text{ Folgen mit }}h=0{,}05}
Entwicklung der Folgeglieder der Differenzengleichung:
| k                       | {\displaystyle x_{k}}   | Differenzengleichung {\displaystyle y_{k+1}=y_{k}+h\cdot (y_{k}+e^{x_{k}})} | Analytische Funktion {\displaystyle y(x)=(x+5)\cdot e^{x}} |
| ----------------------- | ----------------------- | --------------------------------------------------------------------------- | ---------------------------------------------------------- |
| 0                       | 0                       | {\displaystyle y_{0}=5=} Anfangswert                                        | {\displaystyle y_{0}=5}                                    |
| 1                       | {\displaystyle 0{,}05}  | {\displaystyle y_{1}=5+h\cdot (5+e^{0})=5{,}3}                              | {\displaystyle y_{1}=(x_{1}+5)\cdot e^{x_{1}}=5{,}309}     |
| 2                       | {\displaystyle 0{,}1}   | {\displaystyle y_{2}=5{,}3+h\cdot (5,3+e^{0,05})=5{,}617}                   | {\displaystyle y_{2}=(x_{2}+5)\cdot e^{x_{2}}=5{,}636}     |
| 3                       | {\displaystyle 0{,}15}  | {\displaystyle y_{3}=5{,}617+h\cdot (5{,}617+e^{0,1})=5{,}953}              | {\displaystyle y_{3}=(x_{3}+5)\cdot e^{x_{3}}=5{,}983}     |
| 4                       | {\displaystyle 0{,}2}   | {\displaystyle y_{4}=5{,}953+h\cdot (5{,}943+e^{0,15})=6{,}309}             | {\displaystyle y_{4}=(x_{4}+5)\cdot e^{x_{4}}=6{,}351}     |
| {\displaystyle \vdots } | {\displaystyle \vdots } | {\displaystyle \vdots }                                                     | {\displaystyle \vdots }                                    |
| 50                      | {\displaystyle 2{,}5}   | {\displaystyle y_{50}=80{,}884+h\cdot (80{,}884+e^{49})=85{,}446}           | {\displaystyle y_{50}=(x_{50}+5)\cdot e^{x_{50}}=91{,}369} |

### Fallschirmspringer
Die nichtlineare Bewegungsgleichung für den Fall mit Luftwiderstand lautet:
{\displaystyle m\cdot {\dot {v}}(t)=m\cdot g-c\cdot v^{2}(t)}
Daten:
| Reibungskoeffizient           | Masse                     | Erdbeschleunigung           | Schrittweite   |
| {\displaystyle c} = 0,32 kg/m | {\displaystyle m} = 80 kg | {\displaystyle g} = 10 m/s² | 1 s und 0,01 s |

Gesucht: Differenzengleichung, Geschwindigkeit {\displaystyle v(t)} der Masse {\displaystyle m}.
Differenzengleichung (Vorwärtsdifferenzenquotient):
{\displaystyle {\frac {v_{k+1}-v_{k}}{h}}=g-{\frac {c}{m}}\cdot v_{k}^{2}}
{\displaystyle v_{k+1}=v_{k}+\left(g-{\frac {c}{m}}\cdot v_{k}^{2}\right)\cdot h}, Anfangswert: {\displaystyle v_{0}=0}
Entwicklung der Folgeglieder der Differenzengleichung bei einer Schrittweite von 1 s:
| k                       | Zeit [s]                | Fallgeschwindigkeit {\displaystyle v(t)\ [\mathrm {m/s} ]} {\displaystyle v_{k+1}=v_{k}+(10-0{,}004\cdot v_{k}^{2})\cdot 1} |
| ----------------------- | ----------------------- | --- |
| 0                       | 0                       | {\displaystyle v_{0}=0} |
| 1                       | 1                       | {\displaystyle v_{1}=0+10-0{,}004\cdot 0=10}                                                                                |
| 2                       | 2                       | {\displaystyle v_{2}=10+10-0{,}004\cdot 10^{2}=19{,}6}                                                                      |
| 3                       | 3                       | {\displaystyle v_{3}=19{,}6+10-0{,}004\cdot 19{,}6^{2}=28{,}063}                                                            |
| {\displaystyle \vdots } | {\displaystyle \vdots } | {\displaystyle \vdots } |
| 18                      | 18                      | {\displaystyle v_{18}=49{,}974+10-0{,}004\cdot 49{,}974^{2}=49{,}985}                                                       |

Fallgeschwindigkeit einer Masse mit Luftreibung als Funktion der Zeit

Die Ergebnisse der Folgegleichungen ergeben Stützstellen mit asymptotischem Verlauf. Die Fallgeschwindigkeit nimmt ab {\displaystyle v(t)=50\,\mathrm {m/s} } nicht mehr zu. Die Fallstrecke nach der Fallzeit 13 s beträgt etwa 478 m (mit {\displaystyle h} = 0,01 s gerechnet).

### Mathematisches Pendel
Mit dem zweiten Newtonschen Gesetz lässt sich die Bewegungsgleichung eines mathematischen Pendels für den Auslenkungswinkel {\displaystyle \varphi } herleiten:
{\displaystyle {\ddot {\varphi }}+{\frac {g}{l}}\cdot \sin \left(\varphi \right)=0},
mit {\displaystyle g} Erdbeschleunigung und {\displaystyle l} Pendellänge.
Diese Differentialgleichung 2. Ordnung wird nach der höchsten Ableitung aufgelöst:
{\displaystyle {\ddot {\varphi }}=-{\frac {g}{l}}\sin(\varphi )}.
Durch die Substitution {\displaystyle \omega ={\dot {\varphi }}} wird die Differentialgleichung zweiter Ordnung in ein System von 2 Differentialgleichungen erster Ordnung umgewandelt:
{\displaystyle {\dot {\omega }}=-{\frac {g}{l}}\sin(\varphi )}
{\displaystyle {\dot {\varphi }}=\omega },

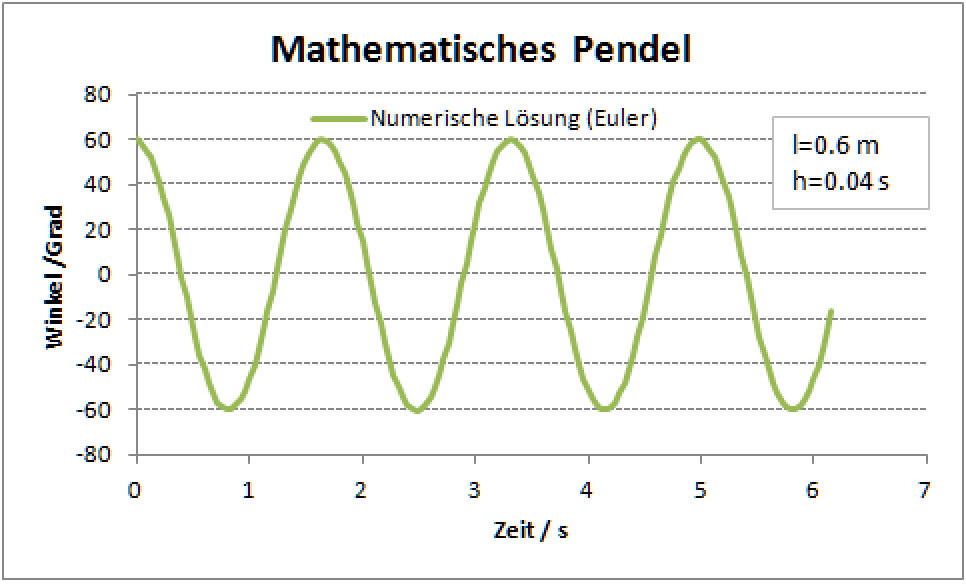
Mathematisches Pendel, numerische Lösung

aus der wie folgt Differenzengleichungen abgeleitet werden. Die erste Differentialgleichung für die Winkelgeschwindigkeit {\displaystyle \omega } kann mit dem expliziten Eulerverfahren integriert werden:
{\displaystyle \omega _{k+1}=\omega _{k}-{\frac {g}{l}}\sin(\varphi _{k})\cdot h,} Anfangswert: {\displaystyle \,\omega _{0}}
Bei der Integration der zweiten Differentialgleichung kann die zuvor berechnete Winkelgeschwindigkeit {\displaystyle \omega _{k+1}} verwendet werden (Euler rückwärts) was die Genauigkeit erheblich verbessert. Bei der nochmaligen Anwendung des expliziten Euler-Verfahrens würde sich eine aufklingende (instabile) Lösung ergeben.
{\displaystyle \varphi _{k+1}=\varphi _{k}+\omega _{k+1}\cdot h,} Anfangswert: {\displaystyle \,\varphi _{0}}
Das folgende Skript zeigt die Berechnung in gnuplot:
```
set
 
print
 
'osz.dat'

h
=
0.04

l
=
0.6

x
=
0

omega
=
0
;
 
phi
=
60
*
pi
/
180

print
 
x
,
 
omega
,
 
phi

do
 
for
 
[
k
=
1
:
100
]
 
{

  
x
=
k
*
h

# Integration

  
omega
=
omega
-9
.81
/
l
*
sin
(
phi
)
*
h

  
phi
=
phi
+
omega
*
h

  
print
 
x
,
 
omega
,
 
phi
*
180
/
pi

}

unset
 
print

plot
 
'osz.dat'
 
using
 
1
:
3
 
title
 
"Numerische Lösung"

…

```

## Differenzialgleichungen und Differenzengleichungen dynamischer Systeme G(s)

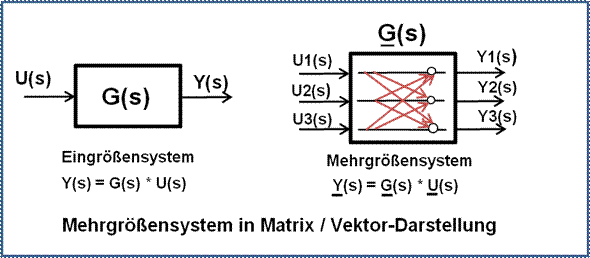
Blockdiagramm einer Übertragungsfunktion als Ein- und Mehrgrößensystem.

Lineare dynamische Systeme werden meist als Übertragungsfunktion {\displaystyle G(s)} beschrieben. Sie gelten für den für „Ruhezustand“ des Systems mit dem Anfangswert Null und haben einen hohen Bekanntheitsgrad.
Lineare inhomogene Differenzialgleichungen können bei linearen dynamischen Systemen aus der Übertragungsfunktion G(s) mit Hilfe der inversen Laplace-Transformation ermittelt werden. Sie enthalten die abhängigen Variablen {\displaystyle y(t)} und {\displaystyle u(t)}. Die unabhängige Variable ist die Zeit {\displaystyle t}.
Laut der Systemtheorie existieren nur 6 verschiedene Formen von phasenminimalen Übertragungsfunktionen {\displaystyle G(s)}, die einfach oder mehrfach bei dynamischen Systemen vorkommen können. Durch die inverse Laplace-Transformation ergeben sich mit Hilfe des Laplace-Differentiationssatzes Differenzialgleichungen 1. und 2. Ordnung als phasenminimale Elementarsysteme.
Ein Totzeitglied {\displaystyle y(t)=K\cdot u(t-Tt)} ist ein in der Praxis häufig vorkommendes lineares Übertragungsglied. Es entsteht durch Laufzeiten von Material oder Signalen. Die zugehörige Laplace-Transformierte ist keine gebrochene rationale Funktion, wie bei allen anderen linearen Übertragungsgliedern. Es ist aber numerisch leicht zu behandeln.
Tabelle wichtiger regulärer (phasenminimaler) Übertragungsfunktionen in Zeitkonstanten-Darstellung:
| Benennung                                              | I-Glied Integration                        | (ideales) D-Glied Differentiation        | (ideales) PD1-Glied Proportional-Differential                | PT1-Glied Verzögerung                                   | PT2kk-Glied Verzög. 2.Ord. konj. kompl.                                      | Totzeitglied                                      |
| Differenzialgleichung                                  | {\displaystyle T_{I}\cdot y'(t)=u(t)}      | {\displaystyle y(t)=T_{v}\cdot u'(t)} *) | {\displaystyle y(t)=K_{PD1}\cdot [T_{v}\cdot u'(t)+u(t)]} *) | {\displaystyle T_{1}\cdot y'(t)+y(t)=K_{PT1}\cdot u(t)} | {\displaystyle T^{2}y''(t)+2DTy'(t)+y(t)} {\displaystyle =K_{KP2}\cdot u(t)} | Differenzialgleichung existiert nicht             |
| Übertragungsfunktion {\displaystyle G(s)=Y(s)/U(s)=}   | {\displaystyle ={\frac {1}{T_{I}\cdot s}}} | {\displaystyle =T_{V}\cdot s}            | {\displaystyle =K_{PD1}(T_{V}\cdot s+1)}                     | {\displaystyle ={\frac {K_{PT1}}{T_{1}\cdot s+1}}}      | {\displaystyle ={\frac {K_{PT2}}{T^{2}s^{2}+2\cdot D\cdot T\cdot s+1}}}      | {\displaystyle =K_{T_{t}}\cdot e^{-T_{t}\cdot s}} |
| Sprungantwort {\displaystyle y(t)} (Übergangsfunktion) |                                            |                                          | fremeless                                                    |                                                         |                                                                              |                                                   |

{\displaystyle {*})\ \equiv } Es handelt sich hier nicht um eine Differenzialgleichung, sondern um eine Funktionsgleichung {\displaystyle y(t)=f[u'(t)\dots ]} mit einer Ableitung {\displaystyle u'(t)} des Eingangssignals. Diese Funktionsgleichungen entstehen durch die inverse Laplace-Transformation der zugehörigen Übertragungsfunktionen G(s).
Die Übertragungsfunktionen {\displaystyle G(s)} funktionsmäßig hintereinander geschalteter Systeme kompensieren sich bei gleichen Parametern vollständig zum Faktor 1, wenn z. B. ein Verzögerungsglied PT1-Glied mit einem „idealen“ PD1-Glied hintereinander geschaltet sind. Das gleiche Verhalten muss auch für alle Folgeglieder der Differenzengleichungen {\displaystyle y_{k}} gelten.
Ideales Element: Beim D-Glied und PD-Glied gilt für ein System, dessen Übertragungsfunktion im Zähler eine höhere Ordnung als im Nenner aufweist (Nullstellenüberschuss), als Hardware (ohne Verzögerungselement) nicht realisierbar. Ideale D- und PD-Glieder lassen sich mit Differenzengleichungen vortrefflich berechnen.
Die 6. Form des dynamischen Systems {\displaystyle PD_{2kk}} wurde nicht dargestellt, weil unbedeutend.

## Herleitung von Differenzengleichungen für lineare dynamische Systeme
Die Differenzengleichungen 1. Ordnung nach den Verfahren des Vorwärts-Differenzenquotienten und des Rückwärts-Differenzenquotienten unterscheiden sich in der tabellarischen Anordnung nur durch eine Berechnungsfolge.
Beim Verfahren nach dem Vorwärts-Differenzenquotienten {\displaystyle {\frac {y_{k+1}-y_{k}}{h}}} stehen nur die Ausgangsvariablen {\displaystyle y_{k+1}} und {\displaystyle y_{k}} zur Verfügung. Gesucht wird die Differenzengleichung nach {\displaystyle y_{k+1}}.
Beim Verfahren nach dem Rückwärts-Differenzenquotienten {\displaystyle {\frac {y_{k}-y_{k-1}}{h}}} stehen nur die Ausgangsvariablen {\displaystyle y_{k}} und {\displaystyle y_{k-1}} zur Verfügung. Gesucht wird die Differenzengleichung nach {\displaystyle y_{k}}.
Bei dem Vorwärts-Verfahren wird für {\displaystyle k=0} und {\displaystyle t=0} dem 1. Folgeglied ein Anfangswert {\displaystyle y_{0}} zugeordnet. Erst das zweite Folgeglied mit {\displaystyle y_{1}} und alle weiteren Folgeglieder {\displaystyle y_{1}\to y_{\text{max}}} werden aus der Differenzengleichung rekursiv berechnet.
Das Rückwärtsverfahren berechnet mit der betreffenden Differenzengleichung ab {\displaystyle t=0} und {\displaystyle k=0{\text{ bis }}k=k_{\text{max}}} alle Folgeglieder des dynamischen Systems. Entsprechend dem rekursiven Verfahren erhöht oder vermindert sich jedes Folgeglied für einen Zeitschritt {\displaystyle h} um einen konstanten Betrag in Abhängigkeit von den Systemparametern. Dies bedeutet, dass das 1. Folgeglied bei {\displaystyle k=0{\text{ und }}t=0} bereits einen kleinen Wert, je nach Größe von {\displaystyle h} erhält, obwohl der Anfangswert des Systems den Wert z. B. Null haben sollte.
Mit der nachfolgenden Aufstellung der Differenzengleichungen der Übertragungsglieder G(s) erster Ordnung lassen sich alle linearen Systeme höherer Ordnung zerlegen. Nach der Nullstellenanalyse von DGL höherer Ordnung entstehen unabhängige Systeme 1. O. und bei Systemen mit konjugiert komplexen Nullstellen unabhängige Systeme 2. Ordnung. Mit der Anwendung von Zustandsvariablen können alle DGL höherer Ordnung in gekoppelte DGL 1. Ordnung überführt werden. 
Differenzengleichungen lassen sich mit jeder Programmiersprache einschließlich Tabellenkalkulation anwenden.
Das Ergebnis ist eine tabellarisch gespeicherte Folge von Berechnungswerten (Stützstellen) der Ausgangs- und Eingangsfolgen sowie der Zeit eines Systems 1. Ordnung im zeitlichen Abstand {\displaystyle h}. Ebenso können mehrere hintereinander wirkende dynamische Systeme berechnet werden, wobei die Ausgangsfolgen eines Systems die Eingangsfolgen des nachgeschalteten Systems bedeuten.
- Beispiel der Herleitung einer Differenzengleichung für ein PT1-Glied mit dem Vorwärts-Differenzenquotienten:

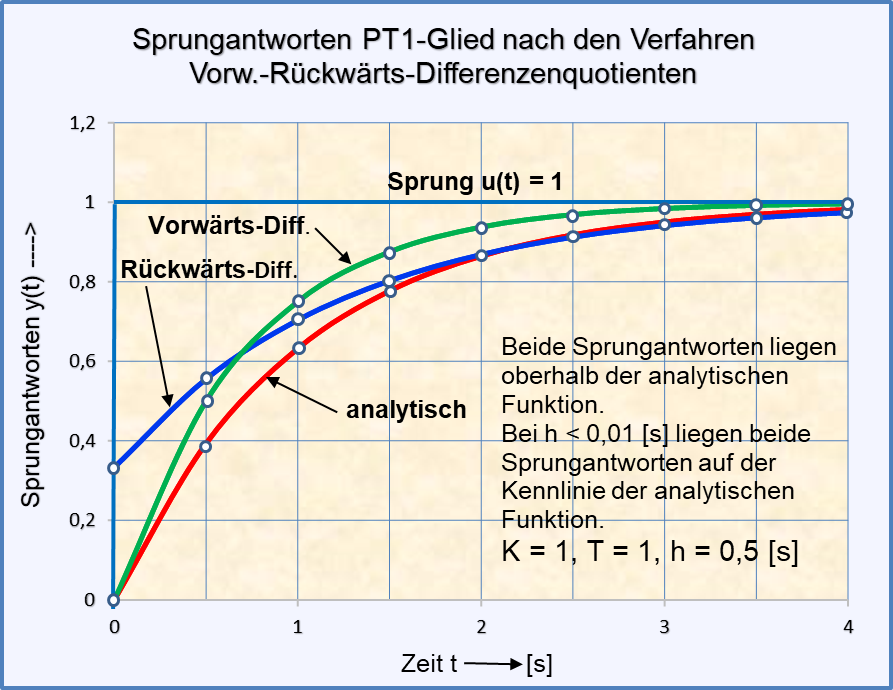
Sprungantworten eines PT1-Gliedes der Methoden Rückwärts- und Vorwärts-Differenzenquotienten

Der Differenzialquotient der Differenzialgleichung des PT1-Gliedes wird durch den Differenzenquotient ersetzt mit folgendem Ansatz:
{\displaystyle T_{1}\cdot {\frac {y_{k+1}-y_{k}}{\Delta t}}+y_{k}=K_{PT1}\cdot u_{k}}
Diese Gleichung wird nach {\displaystyle y_{k+1}} aufgelöst.
{\displaystyle y_{k+1}-y_{k}={\frac {\Delta t}{T_{1}}}\cdot (K_{PT1}\cdot u_{k}-y_{k})}
Die Differenzengleichung des PT1-Gliedes lautet mit dem Vorwärts-Differenzenquotienten:
| {\displaystyle y_{k+1}=y_{k}+(K_{PT1}\cdot u_{k}-y_{k})\cdot {\frac {\Delta t}{T_{1}}}} |
| --------------------------------------------------------------------------------------- |

Die analytische Lösung des PT1-Gliedes lautet:
{\displaystyle y(t)=K_{PT1}\cdot (1-e^{-{\frac {t}{T_{1}}}})\ \ |\qquad \qquad \ \ e={\text{Euler'sche Zahl}}}
- Beispiel der Herleitung einer Differenzengleichung für ein PT1-Glied mit dem Rückwärts-Differenzenquotienten:[9]

Der Differenzialquotient der Differenzialgleichung des PT1-Gliedes wird durch den Differenzenquotient ersetzt mit folgendem Ansatz:
{\displaystyle T_{1}\cdot {\frac {y_{k}-y_{k-1}}{\Delta t}}+y_{k}=K_{PT1}\cdot u_{k}}
Diese Gleichung wird nach {\displaystyle y_{k}} aufgelöst.
{\displaystyle y_{k}+{\frac {\Delta t}{T_{1}}}\cdot y_{k}=y_{k-1}+{\frac {K_{PT1}\cdot \Delta t}{T_{1}}}\cdot u_{k}}
Die Differenzengleichung des PT1-Gliedes lautet mit dem Rückwärts-Differenzenquotienten:
{\displaystyle y_{k}={\frac {T_{1}}{T_{1}+\Delta t}}\cdot y_{k-1}+{\frac {\Delta t\cdot K_{PT1}}{T_{1}+\Delta t}}\cdot u_{k}}
Differenzengleichung des PT1-Gliedes in vereinfachter Schreibweise mit identischer mathematischer Funktion:
| {\displaystyle y_{k}=y_{k-1}+(K_{PT1}\cdot u_{k}-y_{k-1})\cdot {\frac {\Delta t}{T_{1}+\Delta t}}} |
| -------------------------------------------------------------------------------------------------- |

- Beispiel der Herleitung einer Differenzengleichung für ein differenzierendes Element wie das D-Glied oder PD1-Glied:

Diese einfachen Differenzengleichungen {\displaystyle y_{k}=f(u_{k}\dots )} entstehen durch Austausch der Ableitung {\displaystyle u'(t)} der zugehörigen Funktionsgleichung durch einen entsprechenden Differenzenquotienten.
Beispiel: Differenzialgleichung PD1-Glied (Methode Vorwärts-Differenzenquotienten):
{\displaystyle y(t)=K_{PD1}\cdot [T_{v}\cdot u'(t)+u(t)]}
| {\displaystyle y_{k}=K_{PD1}\cdot [T_{v}\cdot {\frac {u_{k+1}-u_{k}}{\Delta t}}+u_{k}]} |
| --------------------------------------------------------------------------------------- |

### Tabelle Differenzengleichungen von Übertragungssystemen G(s) erster Ordnung nach dem Differenzenverfahren
| Elementar- systeme           | Übertragungs- funktion                                    | Differenzengleichung Differenzenquotient Rückwärts                                                   | Differenzengleichung Differenzenquotient Vorwärts                                                    |
| ---------------------------- | --------------------------------------------------------- | --- | --- |
| P-Glied Proportional         | {\displaystyle {\frac {Y}{U}}(s)=K}                       | {\displaystyle y_{k}=K\cdot u_{k}}                                                                   | {\displaystyle y_{k+1}=K\cdot u_{k+1}}                                                               |
| I-Glied Integration          | {\displaystyle {\frac {Y}{U}}(s)={\frac {1}{T\cdot s}}}   | {\displaystyle y_{k}=y_{k-1}+u_{k}\cdot {\frac {\Delta t}{T_{I}}}}                                   | {\displaystyle y_{k+1}=y_{k}+u_{k}\cdot {\frac {\Delta t}{T_{I}}}}                                   |
| PT1-Glied Verzögerung        | {\displaystyle {\frac {Y}{U}}(s)={\frac {K}{T\cdot s+1}}} | {\displaystyle y_{k}=y_{k-1}+[K_{PT1}\cdot u_{k}-y_{k-1}]\cdot {\frac {\Delta t}{T_{1}+\Delta t}}}   | {\displaystyle y_{k+1}=y_{k}+[K_{PT1}\cdot u_{k}-y_{k}]\cdot {\frac {\Delta t}{T_{1}}}}              |
| D-Glied Differentiation      | {\displaystyle {\frac {Y}{U}}(s)=T\cdot s}                | {\displaystyle y_{k}=[u_{k}-u_{k-1}]\cdot {\frac {T_{V}}{\Delta t}}}                                 | {\displaystyle y_{k}=[u_{k+1}-u_{k}]\cdot {\frac {T_{V}}{\Delta t}}}                                 |
| PD1-Glied Proportional-Diff. | {\displaystyle {\frac {Y}{U}}(s)=K\cdot (T\cdot s+1)}     | {\displaystyle y_{k}=K_{PD1}\cdot \left[u_{k}+(u_{k}-u_{k-1})\cdot {\frac {T_{V}}{\Delta t}}\right]} | {\displaystyle y_{k}=K_{PD1}\cdot \left[u_{k}+(u_{k+1}-u_{k})\cdot {\frac {T_{V}}{\Delta t}}\right]} |

(Mit {\displaystyle K} = Verstärkungsfaktor, {\displaystyle y_{k}} = aktuelle zeitdiskrete Ausgangsgröße, {\displaystyle y_{k-1}} = vorherige Ausgangsgröße, {\displaystyle T} = Zeitkonstante, {\displaystyle u_{k}} = aktuelle zeitdiskrete Eingangsgröße)
Lineare dynamische Systeme mit der Übertragungsfunktion {\displaystyle G(s)} sind laut Definition der Systemtheorie auf den Anfangswert {\displaystyle y_{0}=0} festgelegt. Damit ist das zeitliche Systemverhalten für gegebene Eingangssignale {\displaystyle u(t)} bzw. {\displaystyle u_{k}} eindeutig bestimmt.
Die dargestellten beiden Arten der Differenzengleichungen erfüllen die Bedingung der vollständigen Kompensation (Aufhebung) von Folgegliedern von verzögernden Systemen mit differenzierenden Systemen (z. B. PD1-Glied kompensiert PT1-Glied).

### Tabellarische Definition der Folgeglieder von Differenzengleichungen am Beispiel der numerischen Integration
- Die Folgebezeichnungen {\displaystyle y_{k}}, {\displaystyle y_{k+1}}, {\displaystyle y_{k-1}} sind relative Begriffe der Nummerierung. Sie haben erst eine absolute Bedeutung, wenn die Folge des ersten Folgegliedes {\displaystyle k=0=k_{0}} der Differenzengleichung mit der Ausgangsgröße {\displaystyle y_{k}} zugeordnet wird.
- Von den beiden Verfahren der Bildung von Differenzengleichungen nach den Vorwärts-Differenzenquotienten und dem Rückwärts-Differenzenquotienten ist das Verfahren nach dem Rückwärts-Differenzenquotienten vorzuziehen.
- Das Verfahren Rückwärts-Diff. ist bei einer geringeren Anzahl der Folgeglieder stabiler und genauer.
- Die Berechnung mit mehreren hintereinander wirkenden dynamischen Systemen mit Differenzengleichungen hat Rückwärts-Diff. eindeutige Vorteile der Genauigkeit gegenüber Vorwärts-Diff., weil Anfangswerte mit {\displaystyle y_{0}=0} zu zeitlichen Verzögerungen führen.
- Differenzengleichungen nach dem Verfahren des Rückwärts-Diff. können auch mit einem Anfangswert {\displaystyle y_{0}=0} starten, wenn die Eingangserregung {\displaystyle u_{k}=0} bei {\displaystyle k=0} ist und für weitere Folgen {\displaystyle u_{k}>0} ist.
- Einfache Differenzialgleichungen ohne Eingangserregung {\displaystyle u_{k}} vom Typ: {\displaystyle \quad y'(t)=-t\cdot y(t)\quad } starten bei beiden Verfahren von einem Anfangswert {\displaystyle y_{0}>0} bei {\displaystyle k=0}.

Differenzengleichung nach dem Vorwärts-Differenzenquotient für 3 Wertefolgen:
Beispiel Differenzialgleichung (Funktionsgleichung) der Integration 1. Ordnung: {\displaystyle \quad T_{I}\cdot y'(t)=u(t);\quad } {\displaystyle K_{I}=1/{T_{I}}=1\ {\text{(ohne Spezifikation)}}}; {\displaystyle \quad u_{k}>0}.
| Spalte A - | Spalte B Folge k | Spalte C Zeitfolge t    | Spalte D Signal {\displaystyle u_{k}} | Spalte E Differenzengleichung                           |
| ---------- | ---------------- | ----------------------- | ------------------------------------- | ------------------------------------------------------- |
| Zeile 50   | 0                | {\displaystyle t_{0}=0} | {\displaystyle u_{0}>0}               | {\displaystyle y_{k}} = Anfangswert                     |
| Zeile 51   | 1                | {\displaystyle t_{1}>0} | {\displaystyle u_{1}>0}               | {\displaystyle y_{k+1}=y_{k}+u_{0}\cdot h\cdot K_{I}}   |
| Zeile 52   | 2                | {\displaystyle t_{2}>0} | {\displaystyle u_{2}>0}               | {\displaystyle y_{k+2}=y_{k+1}+u_{1}\cdot h\cdot K_{I}} |

Anmerkung zur Tabelle: Werden die Eingangssignale {\displaystyle u_{k}} in der Integrationsfunktion (Vorwärts-Differenzenquotient) anstatt {\displaystyle u_{0},\ u_{1}} nun {\displaystyle u_{1},\ u_{2}} (Spalte E) verwendet, ergibt sich ein verbessertes Rechenergebnis für {\displaystyle y_{k}}. Dieser Vorteil reduziert sich linear mit kleiner werdendem {\displaystyle h}.
Differenzengleichung nach dem Rückwärts-Differenzenquotient für 3 Wertefolgen:
Beispiel Differenzialgleichung (Funktionsgleichung) der Integration 1. O.: {\displaystyle \quad T_{I}\cdot y'(t)=u(t);\quad } {\displaystyle u_{k}>0;\quad y_{k-1}\ {\text{wird gleich Null gesetzt}}}.
| Spalte A - | Spalte B Folge k | Spalte C Zeitfolge t    | Spalte D Signal {\displaystyle u_{k}} | Spalte E Differenzengleichung                           |
| ---------- | ---------------- | ----------------------- | ------------------------------------- | ------------------------------------------------------- |
| Zeile 50   | 0                | {\displaystyle t_{0}=0} | {\displaystyle u_{0}>0}               | {\displaystyle y_{k}=y_{k-1}+u_{0}\cdot h\cdot K_{I}}   |
| Zeile 51   | 1                | {\displaystyle t_{1}>0} | {\displaystyle u_{1}>0}               | {\displaystyle y_{k+1}=y_{k}+u_{1}\cdot h\cdot K_{I}}   |
| Zeile 52   | 2                | {\displaystyle t_{2}>0} | {\displaystyle u_{2}>0}               | {\displaystyle y_{k+2}=y_{k+1}+u_{2}\cdot h\cdot K_{I}} |

Differenzengleichung nach dem Rückwärts-Differenzenquotient mit Anfangswert für 3 Wertefolgen:
Beispiel Differenzialgleichung (Funktionsgleichung) der Integration 1. O.: {\displaystyle \quad T_{I}\cdot y'(t)=u(t)\quad } kann mit einem Anfangswert {\displaystyle y_{k}=0} starten, wenn für die anderen Folgen {\displaystyle u_{k}>0} gegeben ist.
| Spalte A - | Spalte B Folge k | Spalte C Zeitfolge t    | Spalte D Signal {\displaystyle u_{k}} | Spalte E Differenzengleichung                           |
| ---------- | ---------------- | ----------------------- | ------------------------------------- | ------------------------------------------------------- |
| Zeile 50   | 0                | {\displaystyle t_{0}=0} | {\displaystyle u_{0}=0}               | {\displaystyle y_{k}=y_{0}=0}                           |
| Zeile 51   | 1                | {\displaystyle t_{1}>0} | {\displaystyle u_{1}>0}               | {\displaystyle y_{k+1}=y_{k}+u_{1}\cdot h\cdot K_{I}}   |
| Zeile 52   | 2                | {\displaystyle t_{2}>0} | {\displaystyle u_{2}>0}               | {\displaystyle y_{k+2}=y_{k+1}+u_{2}\cdot h\cdot K_{I}} |

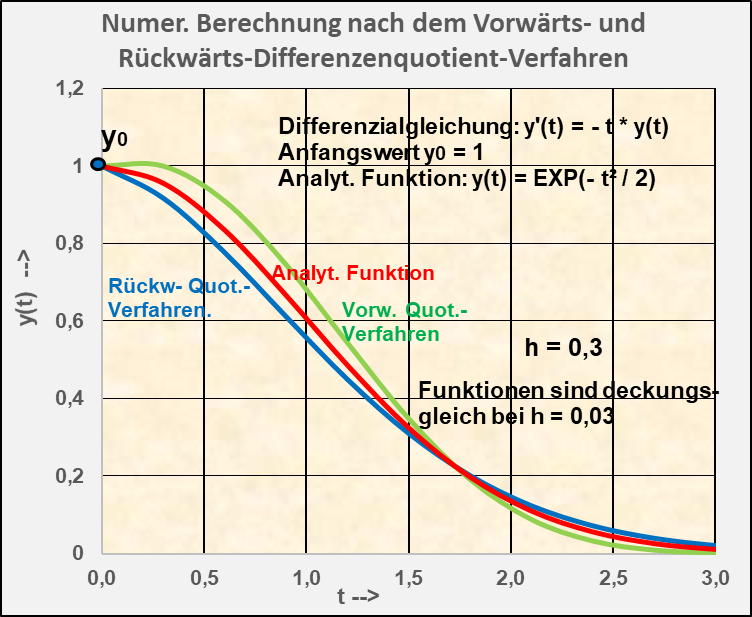
Numerische Lösung einer DGL 1. O. nach 2 Verfahren.

Beispiel einer Differenzengleichung nach dem Vorwärts- und Rückwärts-Differenzenquotienten ohne Eingangserregung:
Beispiel Differenzialgleichung: {\displaystyle \quad y'(t)=-t\cdot y(t);\quad } Eingangssignal: {\displaystyle u_{k}=0}.
Die zugehörigen Differenzengleichungen können mit einem Anfangswert {\displaystyle y_{0}>0} starten.
Differenzengleichung nach dem Vorwärts-Diff.: {\displaystyle \quad y_{k+1}=y_{k}\cdot (1-t_{k}\cdot h)}. {\displaystyle \quad y_{0}=1}.
Differenzengleichung nach dem Rückwärts-Diff.: {\displaystyle \quad y_{k}=y_{k-1}/(1+t_{k}\cdot h)\quad } überführt in {\displaystyle \to } {\displaystyle \quad y_{k+1}=y_{k}/(1+t_{k+1}\cdot h)}. {\displaystyle \quad y_{0}=1}.
Tabelle für das Beispiel Rückwärts-Differenzenquotient:
| Spalte A - | Spalte B Folge k | Spalte C Zeitfolge t    | Spalte D Differenzengleichung                    |
| ---------- | ---------------- | ----------------------- | ------------------------------------------------ |
| Zeile 50   | 0                | {\displaystyle t_{0}=0} | {\displaystyle y_{k}=y_{0}=1}                    |
| Zeile 51   | 1                | {\displaystyle t_{1}>0} | {\displaystyle y_{k+1}=y_{k}/(1+t_{1}\cdot h)}   |
| Zeile 52   | 2                | {\displaystyle t_{2}>0} | {\displaystyle y_{k+2}=y_{k+1}/(1+t_{2}\cdot h)} |

## Numerische Berechnung dynamischer Systeme mit Differenzialgleichungen zweiter und höherer Ordnung
Folgende Verfahren zur Lösung von dynamischen Systemen mit konjugiert komplexen Polen sind bekannt:
- Lösung einer DGL 2. O. mit einem Modellregelkreis
- Lösung einer DGL höherer Ordnung mit Differenzenquotienten
- Lösung einer DGL höherer Ordnung mit Zustandsvariablen

### Lösung einer DGL 2. Ordnung mit einem Modellregelkreis
Ein I-Glied und ein PT1-Glied werden zu einem Modellregelkreis geschaltet. Damit entsteht ein Schwingungsglied ({\displaystyle PT2_{kk}}), welches durch eine lineare DGL 2. O. mit konstanten Koeffizienten und einer Eingangserregung (Störfunktion) {\displaystyle u(t)} beschrieben wird:
{\displaystyle T^{2}y''(t)+2DTy'(t)+y(t)=K\cdot u(t)}
Die Differenzengleichungen des I-Gliedes und des PT1-Gliedes erhalten die Koeffizienten aus den Zahlenwerten der vorgegebenen DGL 2. O. durch Faktorenvergleich. 
Berechnet werden die drei Differenzengleichungen des I-Gliedes, des PT1-Gliedes und die Schließbedingung (Regelabweichung) des Modellregelkreises mit:
{\displaystyle e_{k}=w_{k}-y_{k-1}}
Diese Methode ist sehr einfach und genau hinsichtlich minimaler Anzahl der Folgeglieder. Sie bezieht aber nur auf die Lösung von DGL 2. O. und wird deshalb nicht weiter behandelt.

### Lösung einer DGL höherer Ordnung mit Differenzenquotienten
Die Umwandlung einer Differenzialgleichung in eine Differenzengleichung erfordert für jede Ableitung einen entsprechenden Differenzenquotienten, die in vielen Publikationen definiert sind. Das nachfolgend dargestellte Berechnungsbeispiel eines {\displaystyle PT2_{kk}}-Gliedes 2. O. zeigt einen beträchtlichen algebraischen Aufwand. 
Vorwärts-Differenzenquotient 2. Ordnung:
{\displaystyle {\frac {d^{2}y}{h^{2}}}\approx {\frac {y_{k+2}-2\cdot y_{k+1}+y_{k}}{h^{2}}}}
Rückwärts-Differenzenquotient 2. Ordnung:
{\displaystyle {\frac {d^{2}y}{h^{2}}}\approx {\frac {y_{k-2}-2\cdot y_{k-1}+y_{k}}{h^{2}}}}
Nach erfolgtem Einsetzen der Differenzenquotienten (hier Rückwärts-Differenzenquotient) anstelle der Differenzialquotienten der Differenzialgleichung eines dynamischen Systems 1. und 2. Ordnung lässt sich die so geschaffene Differenzengleichung lösen. Weil {\displaystyle y_{k}=y_{0}} des Differenzenquotienten 2. Ordnung für {\displaystyle k=0} und {\displaystyle t=0} gesetzt wird, sind die Werte für {\displaystyle y_{k-1}=0} und {\displaystyle y_{k-2}=0} und damit kann {\displaystyle y_{k}} für alle Folgen berechnet werden.
| {\displaystyle y_{(k)}={\frac {u_{(k)}}{\psi }}+{\frac {2\cdot 0{,}06\cdot y_{(k-1)}}{\psi \cdot h^{2}}}-{\frac {0{,}06\cdot y_{(k-2)}}{\psi \cdot h^{2}}}+{\frac {0{,}1\cdot y_{(k-1)}}{\psi \cdot h}}\quad {\bigg \|}\qquad \psi ={\frac {0{,}06}{h^{2}}}+{\frac {0{,}1}{h}}+1;\quad u_{(k)}=1} |

| Folge k                 | Δt = h [s]              | Term 1 {\displaystyle f(u_{k})} | Term 2                  | Term 3                  | Term 4                  | y(k) Σ Terme            | y(t) Analytisch         |
| ----------------------- | ----------------------- | ------------------------------- | ----------------------- | ----------------------- | ----------------------- | ----------------------- | ----------------------- |
| 0                       | 0                       | 0,0016                          | 0,0000                  | -0,0000                 | 0,0000                  | 0,0016                  | 0,0000                  |
| 1                       | 0,01                    | 0,0016                          | 0,0032                  | -0,0000                 | 0,0000                  | 0,0049                  | 0,0008                  |
| 2                       | 0,02                    | 0,0016                          | 0,0096                  | -0,0016                 | 0,0001                  | 0,0097                  | 0,0033                  |
| 3                       | 0,03                    | 0,0016                          | 0,0190                  | -0,0048                 | 0,0002                  | 0,0160                  | 0,0074                  |
| {\displaystyle \vdots } | {\displaystyle \vdots } | {\displaystyle \vdots }         | {\displaystyle \vdots } | {\displaystyle \vdots } | {\displaystyle \vdots } | {\displaystyle \vdots } | {\displaystyle \vdots } |
| 78                      | 0,78                    | 0,0016                          | 2,9139                  | -1,4586                 | 0,0243                  | 1,4867                  | 1,5192                  |

Der Maximalwert der 1. Amplitude der Sprungantwort des Schwingungsgliedes erfolgt bei k = 78 und t = 0,78 [s] mit y(t) = 1,5192.

### Lösung einer DGL höherer Ordnung mit Zustandsvariablen nach der Zustandsraumdarstellung
Ein Zustandsraummodell der Zustandsraumdarstellung symbolisiert die überführte Differenzialgleichung n-ter Ordnung in n-gekoppelte Zustands-Differenzialgleichungen erster Ordnung. Die Zustandsvariablen beschreiben physikalisch den Energiegehalt der in einem dynamischen System enthaltenen Speicherelemente.
Mit Hilfe des Signalflussplanes der Zustandsraumdarstellung#Regelungsnormalform lassen sich lineare gewöhnliche Differenzialgleichungen dynamischer Systeme höherer Ordnung einfach lösen. Dabei wird die gegebene DGL höherer Ordnung in verkoppelte DGL 1. Ordnung überführt. Die Differenzengleichung der Zustandsvariablen bestimmen die Lösung der DGL höherer Ordnung.
Die numerische Berechnung bezieht sich dabei auf den Signalflussplan der Regelungsnormalform des Zustandsraumes. Die systembeschreibende Differenzialgleichung wird in expliziter Darstellung (geordnet nach der höchsten Ableitung y(t)) in ein Signalflussdiagramm gebracht, wobei die Anzahl der Ableitungen von y(t) die Anzahl der Integratoren bestimmen.
Die Regelungsnormalform ähnelt signaltechnisch der elektrischen Schaltung eines Analogrechners zur Lösung einer Differenzialgleichung, falls keine differentiellen Anteile des Übertragungssystems vorliegen. Sind Anfangswerte gegeben, werden die Integratoren direkt auf die Anfangswerte gesetzt, d. h. die tabellarisch geordneten Folgeglieder der numerischen Berechnung der Integratoren starten mit den Anfangswerten.
Dieser Signalflussplan der Regelungsnormalform lässt sich numerisch leicht berechnen. Für jede Ableitung der Differenzialgleichung muss numerisch eine Differenzengleichung der Integration (I-Glied) mit den zugehörigen Koeffizienten berechnet werden. Anfangswerte können sehr einfach berücksichtigt werden.
Laut Signalflussplan der Regelungsnormalform kann man die Darstellung einer Differenzialgleichung 2. Ordnung als einen zweischleifigen Kreis betrachten. Die Lösung der Differenzialgleichung {\displaystyle y''(t)} entspricht für {\displaystyle y(t)} der Zustandsvariablen {\displaystyle x1(t)}.
Laut Wirkungskreis des Signalflussplans werden drei numerisch lösbare Gleichungen benötigt:
1) Zustandsrückführung {\displaystyle y''(t)}, 2) Integration von {\displaystyle y''(t)}, 3) Integration von {\displaystyle y'(t)}.
Da diese Gleichungen voneinander abhängig sind, können sie nicht zum gleichen Folgezeitpunkt berechnet werden. Zur Vermeidung von Zirkelbezug-Fehlermeldungen dürfen die beiden Differenzengleichungen der Integration nicht nur mit dem Verfahren des Rückwärts-Differenzenquotienten berechnet werden. Werden beide Integratoren mit dem Verfahren des Vorwärts-Differenzenquotienten berechnet, ergeben sich größere Abweichungen zur analytischen Funktion.
Bei zusammenhängenden Systemen bzw. Differenzengleichungen entspricht jede Ausgangsgröße {\displaystyle y(t)} einer Eingangsgröße {\displaystyle u(t)} der nachfolgenden Differenzengleichung.
Gegenüber dem Verfahren mit Differenzenquotienten 2. Ordnung ist das Verfahren nach der Regelungsnormalform durch geringere Anzahl der Folgeglieder bei gleicher Genauigkeit sehr überlegen.

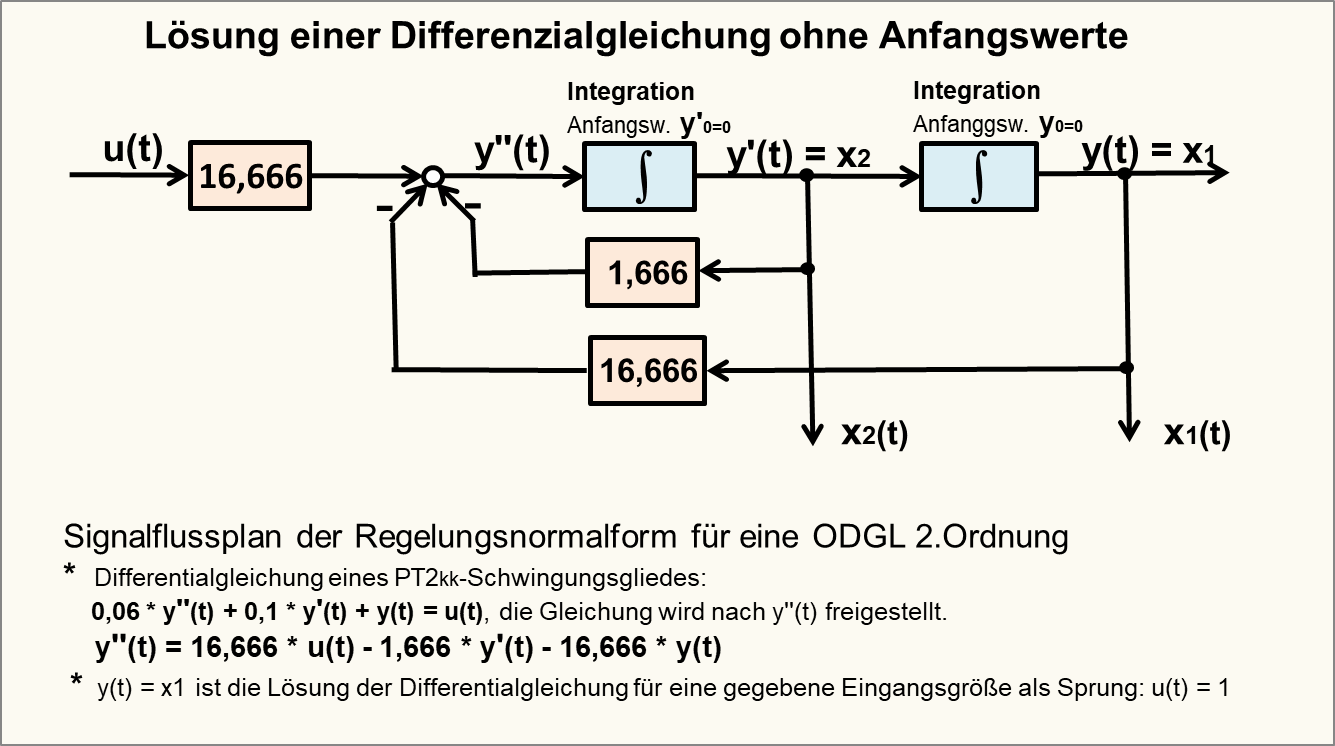
Signalflussplan der Regelungsnormalform für ein PT2-Schwingungsglied

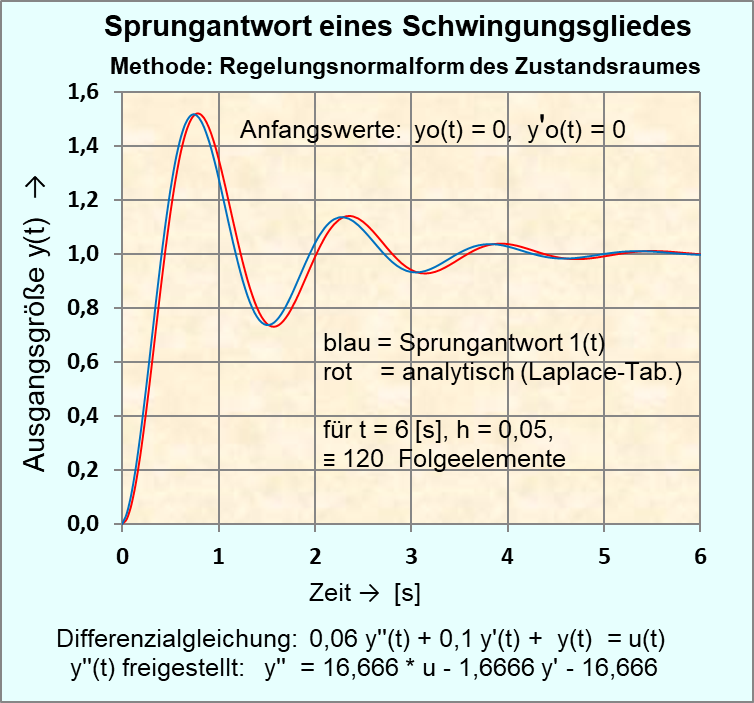
Sprungantwort eines PT2-Schwingungsgliedes nach der Regelungsnormalform

Berechnungsbeispiel einer DGL 2. O. mit Zustandsvariablen:
| Gegeben: Übertragungsfunktion im s-Bereich: {\displaystyle G(s)={\frac {Y(s)}{U(s)}}={\frac {1}{0{,}06s^{2}+0{,}1s+1}}} Zugehörige Differenzialgleichung nach dem Differentiationssatz der Laplace-Transformation: {\displaystyle 0{,}06\cdot y''(t)+0{,}1\cdot y'(t)+y(t)=u(t)} Gesucht: Explizite Form der Differenzialgleichung 2. O. und Bestimmung des System-Zeitverhaltens {\displaystyle y(t)}. {\displaystyle y''(t)=16{,}666\cdot u(t)-1{,}6666\cdot y'(t)-16{,}666\cdot y(t)} - Zustandsrückführung als Gleichung der numerischen Lösung laut Signalflussplan: {\displaystyle y''_{k}=16{,}666\cdot u_{k}-1{,}666\cdot x2_{k}-16{,}666\cdot x1_{k}.\qquad \qquad {\text{Eingangssprung}}\ u_{k}=1} - Zustandsvariablen der Zustandsrückführung mit den Integratoren als Differenzengleichung: Variable {\displaystyle x2} nach dem Vorwärts-Differenzenquotienten: {\displaystyle x2_{k+1}=x2_{k}+y''_{k}\cdot h.\ \qquad \qquad x2_{k=0}=0} Variable {\displaystyle x1} nach dem Rückwärts-Differenzenquotienten: {\displaystyle x1_{k+1}=x1_{k}+x2_{k+1}\cdot h.\qquad \qquad x1_{k=0}=0} Tabellarische Berechnung für einige Werte der Ausgangsfolge {\displaystyle y_{(k)}} mit {\displaystyle h=0{,}05}; Sprung {\displaystyle u_{(k)}=1}: \| Spalte A - \| Spalte B Zeitfolge t - \| Spalte C Eingangs- signal {\displaystyle u_{k}} \| Spalte D Zustands- rückführung \| Spalte E Integration Vow.-Diff. Variable x2 \| Spalte F Integration Rückw.-Diff. Variable x1 = {\displaystyle {\widetilde {y}}(t)} \| Spalte D Analytisch {\displaystyle y(t)} \| \| ----------------------- \| ----------------------- \| ----------------------------------------------- \| ------------------------------ \| ------------------------------------------- \| ----------------------------------------------------------------------------------- \| ---------------------------------------- \| \| Zeile 49 \| 0 \| 0 \| 0 \| 0 \| 0 \| 0 \| \| Zeile 50 \| 0 \| 1,0 \| 16,666 \| E50=E49+D49*h = 0 \| F50=F49+E50*h = 0 \| 0,0 \| \| Zeile 51 \| 0,05 \| 1,0 \| 14,583 \| E51=E50+D50*h = 0,833 \| F51=F50+E51*h = 0,042 \| 0,020 \| \| Zeile 52 \| 0,10 \| 1,0 \| 12,066 \| E52=E51+D51*h = 1,562 \| F52=F51+E52*h = 0,120 \| 0,078 \| \| Zeile 53 \| 0,15 \| 1,0 \| 9,256 \| E53=E52+D52*h = 2,166 \| F53=F52+E53*h = 0,228 \| 0,168 \| \| {\displaystyle \vdots } \| {\displaystyle \vdots } \| {\displaystyle \vdots } \| {\displaystyle \vdots } \| {\displaystyle \vdots } \| {\displaystyle \vdots } \| {\displaystyle \vdots } \| \| Zeile 65 \| 0,75 \| 1,0 \| -8,865 \| E65=E64+D64*h = 0,169 \| F65=F64+E65*h = 1,515 \| 1,519 \| |                         |                                                 |                                |                                             |                                                                                     |                                          |
| Spalte A - | Spalte B Zeitfolge t -  | Spalte C Eingangs- signal {\displaystyle u_{k}} | Spalte D Zustands- rückführung | Spalte E Integration Vow.-Diff. Variable x2 | Spalte F Integration Rückw.-Diff. Variable x1 = {\displaystyle {\widetilde {y}}(t)} | Spalte D Analytisch {\displaystyle y(t)} |
| Zeile 49 | 0                       | 0                                               | 0                              | 0                                           | 0                                                                                   | 0                                        |
| Zeile 50 | 0                       | 1,0                                             | 16,666                         | E50=E49+D49*h = 0                           | F50=F49+E50*h = 0                                                                   | 0,0                                      |
| Zeile 51 | 0,05                    | 1,0                                             | 14,583                         | E51=E50+D50*h = 0,833                       | F51=F50+E51*h = 0,042                                                               | 0,020                                    |
| Zeile 52 | 0,10                    | 1,0                                             | 12,066                         | E52=E51+D51*h = 1,562                       | F52=F51+E52*h = 0,120                                                               | 0,078                                    |
| Zeile 53 | 0,15                    | 1,0                                             | 9,256                          | E53=E52+D52*h = 2,166                       | F53=F52+E53*h = 0,228                                                               | 0,168                                    |
| {\displaystyle \vdots } | {\displaystyle \vdots } | {\displaystyle \vdots }                         | {\displaystyle \vdots }        | {\displaystyle \vdots }                     | {\displaystyle \vdots }                                                             | {\displaystyle \vdots }                  |
| Zeile 65 | 0,75                    | 1,0                                             | -8,865                         | E65=E64+D64*h = 0,169                       | F65=F64+E65*h = 1,515                                                               | 1,519                                    |

Der Maximalwert der 1. Amplitude der Sprungantwort des Schwingungsgliedes erfolgt bei Zeile F65, k = 15 und t = 0,75 [s] mit {\displaystyle {\widetilde {y}}(t)} = 1,515.
Anmerkung:
Laut Fachliteratur Ist es üblich, die Differenzengleichungen der Integration z. B. des gegebenen Beispiels der Differenzialgleichung 2. O. in zwei Zustandsgleichungen zusammenzufassen. 
{\displaystyle x1=y\ } und {\displaystyle \ x2=y'}.
Ausgehend von einer DGL höherer Ordnung erzeugt man über Zustandsgrößen ein äquivalentes Differenzialgleichungssystem.
Die im Beispiel angegebene Gleichung der Zustandsrückführung wird in die Zustandsgleichung der Integration x2 eingebracht. Die numerischen Gleichungen dafür lauten:
| {\displaystyle x2,_{k+1}=x2,_{k}+(16{,}666\cdot u_{k}-1{,}666\cdot x2,_{k}-16{,}666\cdot x1,_{k})\cdot h} | Anfangswert {\displaystyle x2,_{k=0}=0} | {\displaystyle {\text{Gl. gelöst mit Vorw.-Differenzenquotient}}}                       |
| {\displaystyle x1,_{k+1}=x1,_{k}+x2,_{k+1}\cdot h}                                                        | Anfangswert {\displaystyle x1,_{k=0}=0} | {\displaystyle {\text{Gl. gelöst mit Rückw.-Differenzenquotient (höhere Genauigkeit)}}} |

## Differenzengleichungssysteme
In der Technik kommen dynamische Systeme selten als einzelne Systeme vor, sondern es liegen verschiedenartige Systeme mit linearem, nichtlinearem oder unstetigem Systemverhalten vor, die in Reihe oder parallel oder mit Rückführungen zusammen wirken. Auf konventionellem Wege lassen sich solche Gesamtsysteme nicht mehr berechnen. Mittels Differenzengleichungen und logischen z. B. IF-THEN-ELSE-Anweisungen oder Tabellen, die die statische Nichtlinearität beschreiben, lassen sich solche Gesamtsysteme simulieren.

### Kompensation von linearen dynamischen Systemen 1. Ordnung mit verzögerndem Verhalten

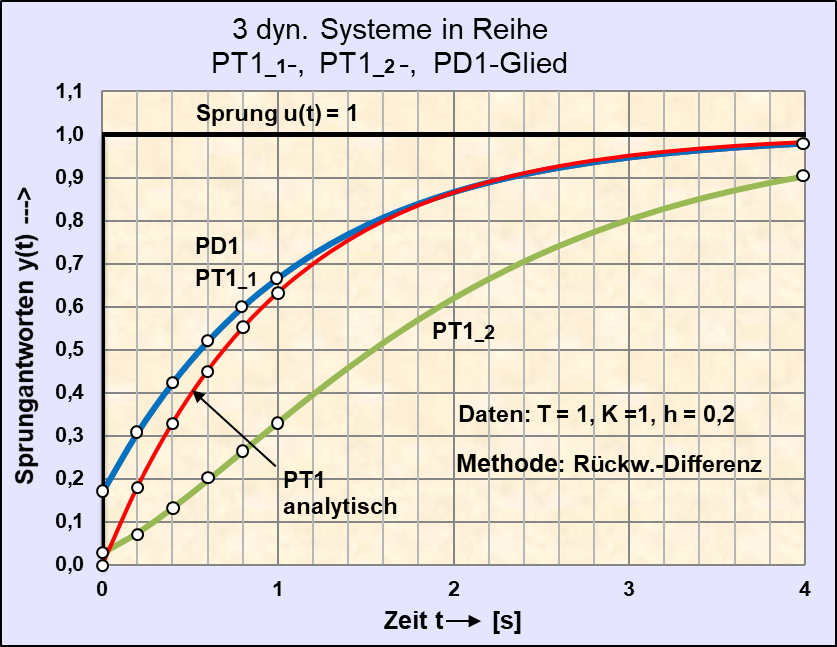
Sprungantworten von drei hintereinander liegenden PT1-, PT1-, PD1-Gliedern

In der Praxis können mehrere hintereinander liegende dynamische Systeme als Verzögerungsglieder auftreten, die zu einer höheren Systemordnung führen und evtl. die Berechnung bzw. die Simulation erschweren.
Mit Übertragungsfunktionen {\displaystyle G(s)} kann man mathematisch nachweisen, dass z. B. hintereinander wirkende PT1-Glieder durch (ideale) PD1-Glieder und I-Glieder durch (ideale) D-Glieder bei gleichen Faktoren und Zeitkonstanten sich vollständig zum Faktor 1 kompensieren. Das gleiche Verhalten erreicht man auch in der numerischen Berechnung dynamischer Systeme, wobei die Folgeglieder {\displaystyle y_{k}} der verschiedenen Systeme sich vollständig kompensieren. Die Ausgangsfolgen eines dynamischen Systems {\displaystyle y_{k}} werden zu Eingangsfolgen {\displaystyle u_{k}} des nachfolgenden Systems.
Tabelle zur Darstellung numerischer Eingangs-/Ausgangsfolgen von hintereinander wirkenden zwei PT1-Gliedern und einem PD1-Glied zur Kompensation.
Gewähltes Verfahren: Austausch Differenzialquotient der Differenzialgleichung durch Rückwärts-Differenzenquotient.
Mit den gemeinsamen Daten: {\displaystyle T=1,\ K=1,\ h=0,2} wird:
{\displaystyle PT1}-Glied: {\displaystyle y_{k}=y_{k-1}+[u_{k}-y_{k-1}]\cdot 0{,}1667\ |\qquad \qquad \to \ {\text{für}}\ t=0,\ k=0\ \ {\text{ist}}\ \ y_{k-1}=0}
{\displaystyle PD1}-Glied: {\displaystyle y_{k}=u_{k}+[u_{k}-u_{k-1}]\cdot 5}
| Folge k | Zeit- schritt {\displaystyle t_{k}} | Eingangs- folge {\displaystyle u_{k}} | {\displaystyle PT1_{1}}-Glied Folge {\displaystyle y_{k}} | {\displaystyle PT1_{2}}-Glied Folge {\displaystyle y_{k}} | PD1-Glied Folge {\displaystyle y_{k}} | PT1-Glied analytisch |
| ------- | ----------------------------------- | ------------------------------------- | --------------------------------------------------------- | --------------------------------------------------------- | ------------------------------------- | -------------------- |
| 0       | 0                                   | 1                                     | 0,1667                                                    | 0,0278                                                    | 0,1667                                | 0,0                  |
| 1       | 0,2                                 | 1                                     | 0,3056                                                    | 0,0741                                                    | 0,3056                                | 0,1813               |
| 2       | 0,4                                 | 1                                     | 0,4213                                                    | 0,1319                                                    | 0,4213                                | 0,3297               |
| 3       | 0,6                                 | 1                                     | 0,5177                                                    | 0,1962                                                    | 0,5177                                | 0,4512               |
| 4       | 0,8                                 | 1                                     | 0,5981                                                    | 0,2632                                                    | 0,5981                                | 0,5507               |
| 5       | 1,0                                 | 1                                     | 0,6651                                                    | 0,3302                                                    | 0,6651                                | 0,6321               |
|         |                                     |                                       |                                                           |                                                           |                                       |                      |
| 20      | 4,0                                 | 1                                     | 0,9783                                                    | 0,9022                                                    | 0,9783                                | 0,9817               |

Ergebnis: Das {\displaystyle PT1_{2}}-Glied wurde vollständig durch das ideale PD1-Glied kompensiert.
Liegen mehrere Verzögerungssysteme oder integrierende Systeme hintereinander, dann eignen sich die Differenzengleichungen nach dem Berechnungsverfahren mit dem Rückwärts-Differenzenquotienten vorteilhafter, weil für {\displaystyle k=0} und {\displaystyle t=0} das zugehörige Folgeglied {\displaystyle y_{k}} immer {\displaystyle >0} ist.
Bei der Berechnung von z. B. 3 hintereinander liegenden Verzögerungsgliedern nach dem Berechnungsverfahren mit dem Vorwärts-Differenzenquotienten startet erst das 3. Verzögerungsglied bei {\displaystyle y_{3}>0}, weil {\displaystyle y_{0}=0,\ y_{1}=0,\ y_{2}=0}.

## Simulationsmodell eines dynamischen Übertragungssystems
Mit der Simulation eines mathematischen Modells eines Übertragungssystems bzw. eines Regelkreises ergibt sich die Möglichkeit, mit geeigneten Testsignalen eine Systemanalyse oder eine Systemoptimierung durchzuführen.

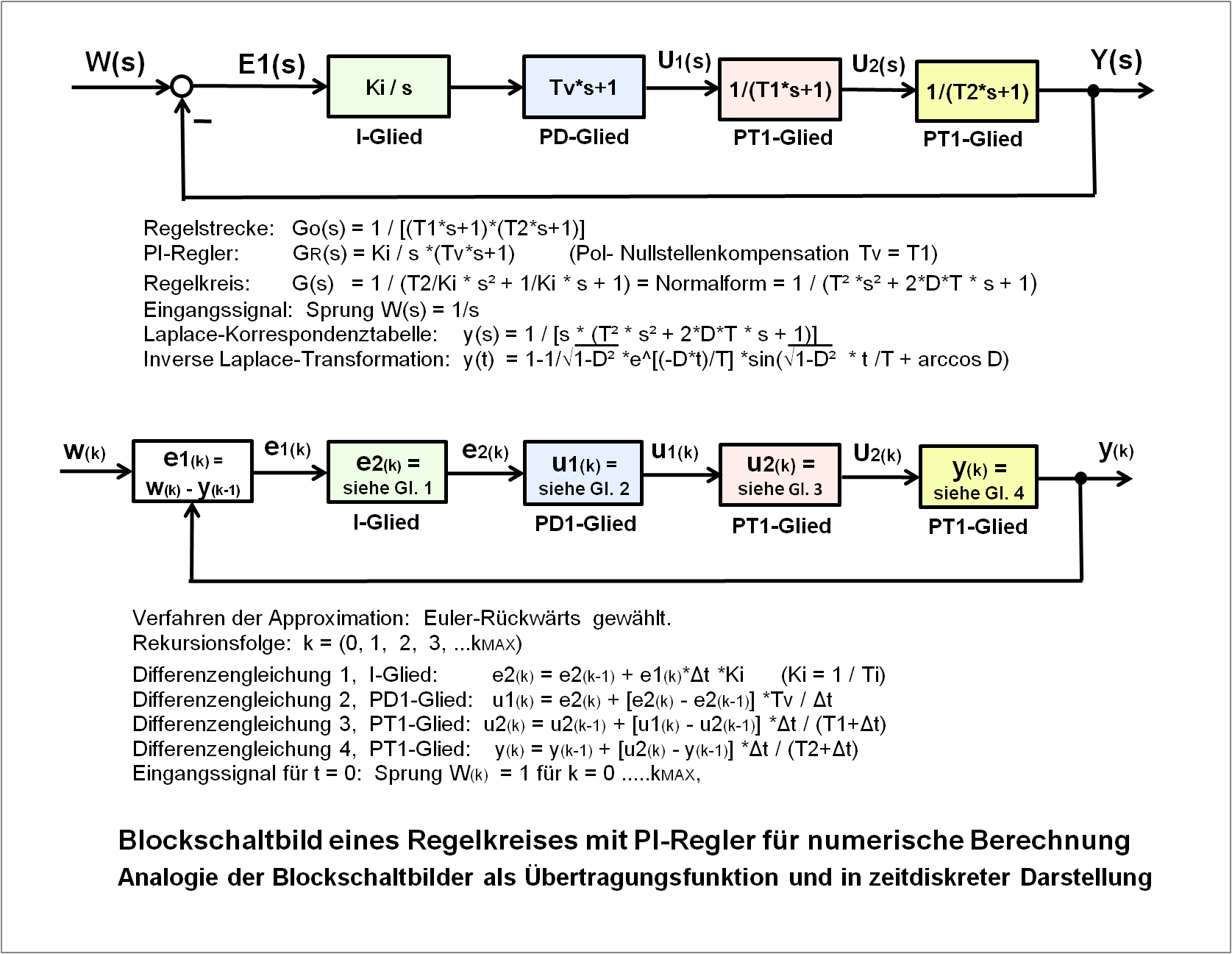
Blockschaltbild eines Regelkreises durch Beschreibung mit Übertragungsfunktionen und Differenzengleichungen.

Der Vorteil der Simulation an einem Modell liegt auf der Hand. Es werden keine technischen Anlagen gefährdet, bzw. benötigt, der Zeitfaktor spielt keine Rolle, es können sehr schnelle oder sehr langsame Prozesse optimiert werden. Voraussetzung ist die mathematische Beschreibung eines gut angenäherten Modells der meist technischen Regelstrecke.
Das Modell (Modellbildung) eines Übertragungssystems ist das mathematische Abbild einer meist technischen (evtl. physikalischen, chemischen, biologischen) Einrichtung. Es wird analytisch über Differenzialgleichungen gewonnen oder experimentell durch Identifizierungsverfahren.
Die Modellierung einer bestehenden Hardware-Steuerstrecke oder Regelstrecke im Zeitbereich geschieht experimentell in der einfachsten Form durch eine grafische Aufzeichnung der Sprungantwort mit anschließender Analyse des zeitlichen Verhaltens. (Siehe Experimentelle Systemidentifikation)
Die Modellierung im Frequenzbereich geschieht durch Anregung des Systems durch eine variable Frequenz und Aufzeichnung der Ausgangsamplitude und Phase. Über den Frequenzgang wird die Übertragungsfunktion des Systems gebildet.
Nichtlineare Systeme können nicht durch Übertragungsfunktionen beschrieben werden. Durch zeitdiskrete Beschreibungen in Form logischer Befehle (z. B. bei Signalbegrenzungen) oder durch eine Tabelle bei einer nichtlinearen Kennlinie ist das relativ einfach möglich.

### Testsignale
Den nichtperiodischen (deterministischen) Testsignalen kommt in der Systemtheorie eine zentrale Bedeutung zu. Mit ihrer Hilfe ist es möglich, ein Übertragungssystem zu testen, auf Stabilität zu prüfen oder Eigenschaften zu ermitteln. Den meist normierten Testsignalen ist gemeinsam, dass sie zum Zeitpunkt {\displaystyle t=0} beginnen und bei {\displaystyle t<0} einen Wert {\displaystyle u(t)\equiv u_{k}=0} aufweisen. Für die numerische Berechnung werden die Eingangsfolgen {\displaystyle u_{k}} der Sprungfunktion, der Impulsfunktion oder der Anstiegsfunktion verwendet.
{\displaystyle \to } siehe Regelstrecke#Testsignale

## Vor- und Nachteile des numerischen Differenzenverfahrens
- Die numerische Berechnung von Differenzialgleichungen bzw. dynamischen Systemen erfordert gegenüber der konventionellen Lösung relativ geringe mathematische Kenntnisse.
- Die Differenzengleichung kann direkt über Differenzenquotienten aus der Differenzialgleichung gebildet werden.
- Der Approximationsfehler an eine analytische Funktion nach dem Vorwärts- oder Rückwärtsdifferenzenverfahren fällt linear mit fallender Schrittweite {\displaystyle h}.
- Erfahrungswerte für die Darstellung asymptotischer Funktionsverläufe können je nach gewünschter Genauigkeit bei 100 bis 1000 Stützstellen liegen.
- Die numerische Berechnung schwingender Systeme mit Differenzialgleichungen 2. Ordnung erfordern eine sehr geringe Schrittweite bzw. eine hohe Anzahl von Folgegliedern zur Darstellung mehrerer Perioden. Es werden erheblich kleinere Schrittweiten benötigt, als bei der Darstellung asymptotischer Funktionen. So muss man beispielsweise für die Darstellung einer gedämpften Schwingungsfolge eine größere Anzahl von Stützstellen pro Schwingung zuordnen.
- Mit zunehmender Verringerung der Schrittweite {\displaystyle h} und mit gegebenem Eingangssignal gleichen sich die Funktionen beider Vorwärts-Rückwärts-Differenzenverfahren an.
- Die Berechnung von Differenzengleichungen nach Vorwärts- oder Rückwärts-Differenzenquotienten sind in Bezug auf die Genauigkeit praktisch identisch, kleine Schrittweite vorausgesetzt.
- Der Gesamtfehler einer numerischen Berechnung besteht aus dem Numerik-Verfahren und dem Rundungsfehler.

Der Rundungsfehler muss berücksichtigt werden, wenn die Folgeglieder nicht mit ausreichender Stellengenauigkeit berechnet werden. Anderenfalls addieren sich die Rundungsfehler mit jedem Folgeglied.
- Laut einer Veröffentlichung (Thomas Westermann) wird in einem Vergleich mit dem Euler-Vorwärts-Verfahren (= Vorwärts-Differenzenquotient-Verfahren), dem Prädiktor-Korrektor-Verfahren und dem Runge-Kutta-Verfahren eine sinusförmige Spannung an einem Kondensator eines mit 220 V AC eingespeisten RC-Gliedes betrachtet. Eine durchgeführte Fehleranalyse ergab für eine Schrittweite von {\displaystyle h=5\cdot 10^{-5}} [s] gegenüber der Referenz für Euler-Vorwärts gegen Runge-Kutta einen etwa 12-fachen Wert des absoluten Fehlers.[13]
- Nachteilig bei dem numerischen Einschrittverfahren ist die große Zahl der Folgeelemente für die Berechnung mit hoher Genauigkeit.

## Nichtlineare Übertragungssysteme
Lineare und nichtlineare DGL mit konstanten Koeffizienten sind mit Hilfe von Differenzengleichungen annäherungsweise (Approximation) leicht lösbar.
{\displaystyle \to } siehe auch Gewöhnliche Differenzialgleichung#Begriffsdefinitionen der Differenzialgleichungen (DGL)
Im Gegensatz dazu sind relativ einfache Übertragungssystem-Strukturen mit nichtlinearen statischen Elementen durch konventionelle Rechenmethoden im kontinuierlichen Zeitbereich nicht mehr geschlossen lösbar.

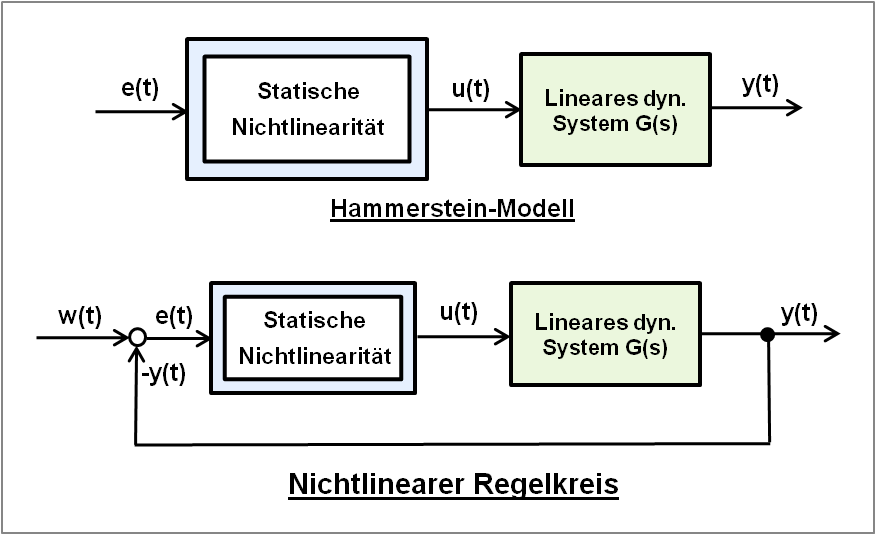
Allgemeine Darstellung eines nichtlinearen Übertragungsgliedes nach dem Hammerstein-Modell

Nach dem Hammersteinmodell wird das nichtlineare Systemverhalten in ein statisches nichtlineares Modell in Verbindung als Reihenschaltung mit einem linearen dynamischen System betrachtet.
Maßnahmen zur Linearisierung nichtlinearer Übertragungssysteme:
- Begrenzungseffekte: Nachbildung der Begrenzung mit logischen Anweisungen,
- Nichtlineare Kennlinie: Anwendung eines Modellregelkreises zwingt zur Linearität,
- Nichtlinearität: durch logische Befehle wie logische Anweisungen z. B. IF-THEN-ELSE-Anweisungen oder Tabellen, die die statische Nichtlinearität beschreiben.
- Hysterese: Die nichtlineare Funktion wird in Tabellen gespeichert.

{\displaystyle \to } siehe auch Bild Regelungstechnik#Nichtlineares Übertragungssystem

## Behandlung der Systemtotzeit (lineares System)
- Berechnung eines Annäherungsmodells mit Verzögerungen höherer Ordnung oder Allpassglieder,
- Speicherung von Folgegliedern mit Zugriff auf zeitlich mit {\displaystyle T_{t}} zurückliegende Folgeglieder.
- Bei Anwendung der Tabellenkalkulation: INDEX-Funktion

{\displaystyle \to } siehe auch Totzeit (Regelungstechnik)#Annäherung an das Verhalten eines Totzeitgliedes durch PTn-Glieder als Ersatztotzeit